# Dassel (Minnesota)
Dassel – miasto w Stanach Zjednoczonych, w stanie Minnesota, w hrabstwie Meeker.